# Danger Force
Danger Force ist eine US-amerikanische Jugend-Sitcom und ein Ableger der Serie Henry Danger. Hauptdarsteller sind Cooper Barnes, Michael D. Cohen, Havan Flores, Dana Heath, Terrence Little Gardenhigh und Luca Luhan.

## Handlung
Nach den jüngsten Ereignissen im Kampf gegen Drex und nachdem Henry die Stadt Swellview verlassen hat, eröffnet Ray zusammen mit Schwoz eine Kampfakademie. Bose, Chapa, Mika und Miles sind ihre neuen Schüler. Sie sind noch unerfahren, verbessern aber im Laufe der Serie ihre Fähigkeiten.

## Figuren
Ray Manchester/Captain Man ist ein Superheld von Swellview. Zusammen mit Schwoz eröffnete er eine Kampfakademie und nimmt Bose, Chapa, Mika und Miles als neue Sidekicks auf.
Schwoz Schwartz ist ein Mitarbeiter von Ray. Er gründete zusammen mit Ray eine Kampfakademie.
Leluna Elena Chapa De Silva/Volt ist eine Schülerin von Ray und Schwoz. Sie ist die Ernste der Gruppe, ist stark und selbstbewusst. Ihre Fähigkeit ist Elektrokinese.
Mika Macklin/ShoutOut ist die gleichaltrige Schwester von Miles. Sie ist lustig, charismatisch und optimistisch. Sie denkt laut nach und ist unerbittlich mit ihrer Ehrlichkeit. Ihre Fähigkeit ist Schallschrei.
Miles Macklin/AWOL ist Mikas gleichaltriger Bruder. Er ist cool, ruhig und äußerst selbstbewusst. Seine Fähigkeit ist Teleportation.
Bose O’Brian/Brainstorm ist der Stiefsohn des Vizebürgermeisters. Er sieht gut aus, ist aber nicht sonderlich klug. Seine Fähigkeit ist Telekinese.

## Synchronisation
| Rolle                      | Schauspieler               | Deutscher Sprecher   |
| -------------------------- | -------------------------- | -------------------- |
| Ray Manchester/Captain Man | Cooper Barnes              | Marcel Collé         |
| Schwoz Schwartz            | Michael D. Cohen           | Bernhard Völger      |
| Chapa De Silva             | Havan Flores               | Yamuna Kemmerling    |
| Mika Macklin               | Dana Heath                 | Julia Bautz          |
| Miles Macklin              | Terrence Little Gardenhigh | Derya Flechtner      |
| Bose O’Brian               | Luca Luhan                 | Rafael Ricardo Sahin |